# ガルダー
ガルダー (Galder、本名：トマス・ルネ・アンデシェン・オーレ (Thomas Rune Andersen Orre)、1976年10月18日 - )は、ノルウェーのヘヴィメタルミュージシャン。オスロ郊外のJessheim出身。1993年にブラックメタルバンド、オールド・マンズ・チャイルドを結成している。元々レクイエムというスラッシュメタルバンドが存在し、そのバンドを母体としてガルダー（当時はGrusomと名乗っていた）とトヨダルフ、ヤルダルの3名で、オールド・マンズ・チャイルドが結成された。オールド・マンズ・チャイルドでは主に、ボーカル、ギター、キーボードを担当し、加えてベースを兼任していることも多い。これは、オールド・マンズ・チャイルドはメンバーの入れ替えが激しく、ガルダー以外のメンバーが固定されていなかったためで、2003年以降、オールド・マンズ・チャイルドはガルダーのソロバンドとなっている。2000年には、アステヌの脱退したディム・ボルギルに加入し、リードギタリストとして活動し、2024年に脱退した。
ガルダーはこの他に、ブラックメタルバンド、Dødheimsgardでも活動している。Dødheimsgardのギタリスト兼ボーカリストのAldrahnは、オールド・マンズ・チャイルドのデモアルバム『In the Shades of Life』の楽曲のいくつかの作詞を行っている。

## ディスコグラフィー
ディム・ボルギル
1. Puritanical Euphoric Misanthropia (2001)
2. World Misanthropy (2002) (DVD)
3. Death Cult Armageddon (2003)
4. In Sorte Diaboli (2007)
5. Abrahadabra (2010)
6. Forces of the Northern Night (2012)

オールド・マンズ・チャイルド
1. In the Shades of Life (1994)
2. Born of the Flickering (1995)
3. The Pagan Prosperity (1997)
4. Ill-Natured Spiritual Invasion (1998)
5. Revelation 666 - The Curse of Damnation (2000)
6. In Defiance of Existence (2003)
7. Vermin (2005)
8. Slaves of the World (2009)

Dødheimsgard
1. Satanic Art (1998)

## ビデオグラフィー
1. Behind the Player: Dimmu Borgir (DVD, 2010, Alfred Music Publishing)[5]

## 使用機材
- ESP Galder Custom V guitar with Pentagram graphic
- Ltd Shadow Galder signature guitar[1]
- ESP SV series, F Series, and V Series Guitars
- Jackson Guitars (Former)
- Randall Amplification (Former)
- Peavey Amplification
- Marshall amplifiers(Former)
- ENGL amplifiers (Former)
- Digitech pre-amps
- Shure wireless systems
- D'addario strings
- Dunlop Picks with Pentagram graphic